# Vento

Vento che sposta i rami di un ciliegio

Simbolo di pericolo associato a forti venti, definito dalla norma internazionale ISO 7010

In meteorologia il vento è il movimento di una massa d'aria atmosferica da un'area con alta pressione (anticiclonica), a un'area con bassa pressione (ciclonica). In genere con tale termine si fa riferimento alle correnti aeree di tipo orizzontale, mentre per quelle verticali si usa generalmente il termine correnti convettive che si originano invece per instabilità atmosferica verticale.
Innumerevoli gli autori classici che si sono occupati di questo fenomeno atmosferico. Scrive Lucrezio: «Son dunque i venti un invisibil corpo, che la terra che l'mar che l'ciel profondo trae seco a forza e ne fa strage e scempio». Per Seneca "Il vento è aria che spira", e per analogia sin dall'antichità esso veniva associato ai fenomeni del respiro e dello spirito (ruah, o in greco pneuma) che infonde vita..
Le due cause principali della circolazione atmosferica su larga scala sono il riscaldamento differenziale tra l'equatore e i poli e la rotazione del pianeta (effetto Coriolis). All'interno dei tropici e dei subtropici, le circolazioni termiche basse sui terreni e sugli altopiani possono guidare le circolazioni monsoniche.
I venti sono comunemente classificati in base alla loro scala spaziale, alla loro velocità e direzione, alle forze che li causano, alle regioni in cui si verificano e ai loro effetti. I venti hanno diversi aspetti: la velocità (velocità del vento); la densità del gas coinvolto; l´energia del vento. In meteorologia, i venti sono spesso indicati in base alla loro forza e alla direzione da cui soffiano. La convenzione per le direzioni si riferisce alla provenienza del vento; pertanto, un vento "occidentale" o "da ovest" soffia da ovest verso est, un vento "settentrionale" soffia verso sud e così via.
I venti forti di durata intermedia (circa un minuto) sono definiti burrasche.
Nella civiltà umana, il vento ha influenzato gli eventi della storia, ha ampliato la gamma dei trasporti e delle guerre e ha fornito una fonte di energia elettrica. Il vento alimenta i viaggi dei velieri attraverso gli oceani della Terra. Le mongolfiere utilizzano il vento per compiere brevi tragitti.
Quando i venti diventano forti, gli alberi e le strutture costruite dall'uomo possono essere danneggiati o distrutti.
I venti possono modellare le forme del territorio, attraverso una serie di processi eolici come la formazione di terreni fertili, ad esempio il loess, e l'erosione. La polvere proveniente da grandi deserti può essere spostata a grandi distanze dalla regione di origine dai venti. Il vento influisce anche sulla diffusione degli incendi. Il vento può disperdere i semi di varie piante, consentendo la sopravvivenza e la dispersione di quelle specie vegetali, nonché di popolazioni di insetti e uccelli volanti. Il vento influisce sulle riserve di cibo degli animali e sulle loro strategie di caccia e di difesa.

## Cause

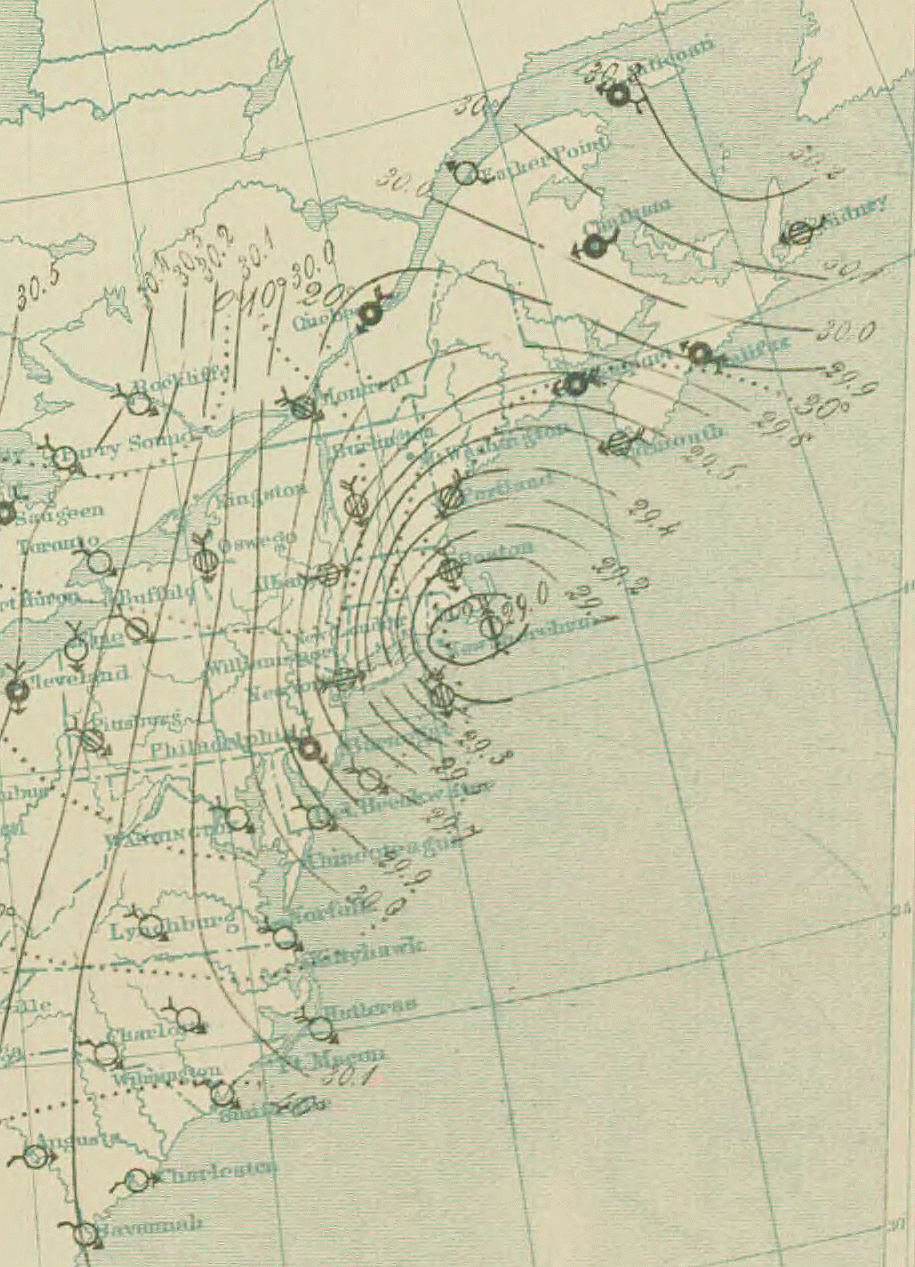
Analisi superficiale della grande tempesta del 1888. Le aree con una maggior concentrazione di isobare indicano venti più forti.

Il vento è causato dalle differenze di pressione atmosferica che spingono l'aria da zone di alta pressione a zone di bassa pressione per effetto della forza di gradiente. Il flusso d'aria non corre in maniera diretta da un punto all'altro, cioè con la stessa direzione della forza di gradiente, ma subisce una deviazione dovuta alla forza di Coriolis (o effetto di Coriolis) che tende a spostarlo verso destra nell'emisfero settentrionale e verso sinistra nell'emisfero meridionale. A causa di questo effetto, che non è presente all'equatore, il vento soffia parallelamente alle isobare (vento geostrofico). Tuttavia alle basse quote (meno di 600 m) è necessario tenere conto che l'attrito con la superficie terrestre può modificare la direzione del vento di circa 10° sopra il mare e 15–30° sopra la terra, rendendo il percorso dall'alta pressione alla bassa pressione più diretto e la penetrazione del vento nelle aree di bassa pressione più profonda.
I venti definiti da un equilibrio di forze fisiche vengono usati nella scomposizione e analisi dei profili del vento. Sono utili per semplificare l'equazione del moto atmosferico e per ricavare dati qualitativi sulla distribuzione orizzontale e verticale dei venti.
Globalmente le due forze maggiori della circolazione atmosferica sono il differenziale di riscaldamento tra equatore e poli (la differenza nell'assorbimento dell'energia solare che genera la forza di buoyancy) e la rotazione del pianeta. Al di fuori dei tropici e dell'attrito causato dalla superficie terrestre, i venti su larga scala tendono ad avvicinarsi al bilancio geostrofico. Una nuova, controversa teoria suggerisce che il gradiente atmosferico sia causato dalla condensazione dell'acqua indotta dalle foreste che incentivano l'assorbimento dell'umidità dall'aria dei litorali.
Il vento termico è la differenza nel vento geostrofico tra due livelli dell'atmosfera. Esiste solo in un'atmosfera con gradienti di temperatura orizzontali. Il vento ageostrofico è la differenza tra vento reale e geostrofico, che è correlato alla creazione dei cicloni. Il vento di gradiente è simile al vento geostrofico, ma include anche la forza centrifuga (o accelerazione centripeta).

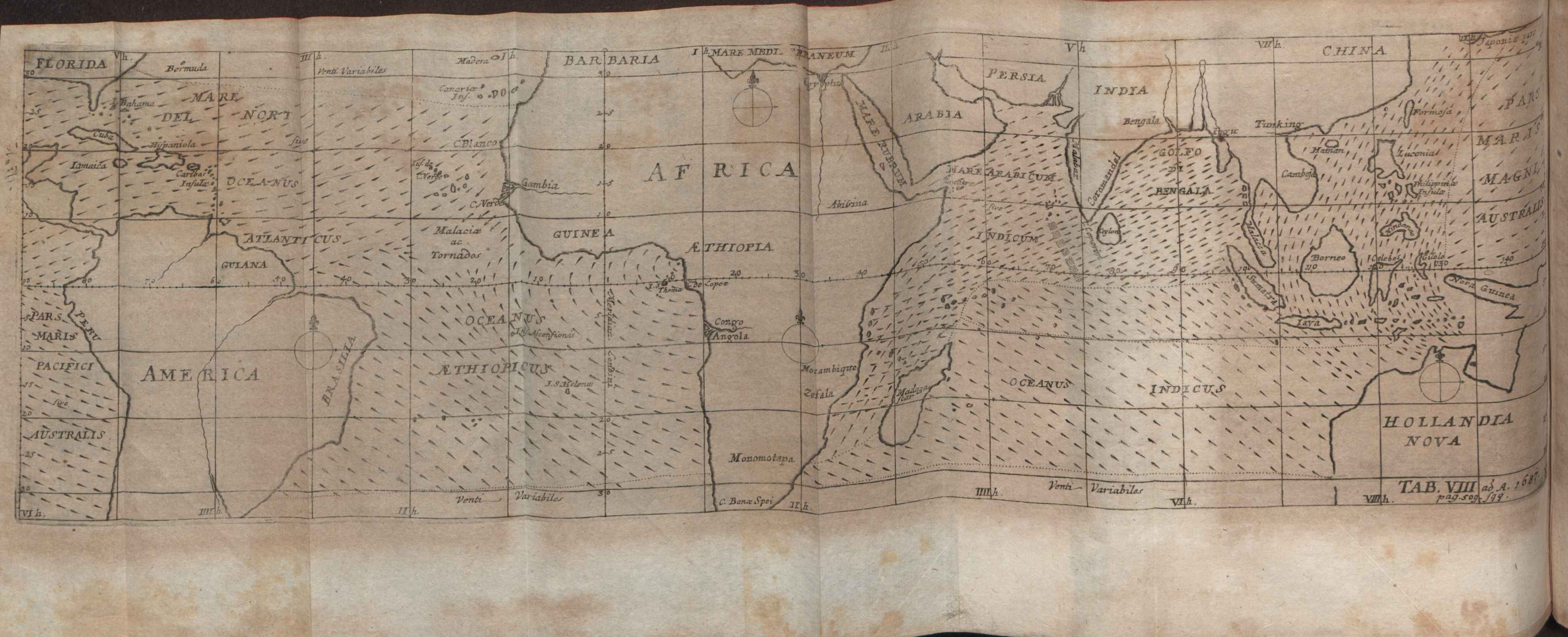
Illustrazione alla recensione de Historica supputatio ventorum, pubblicata sugli Acta Eruditorum del 1687

## Misurazione

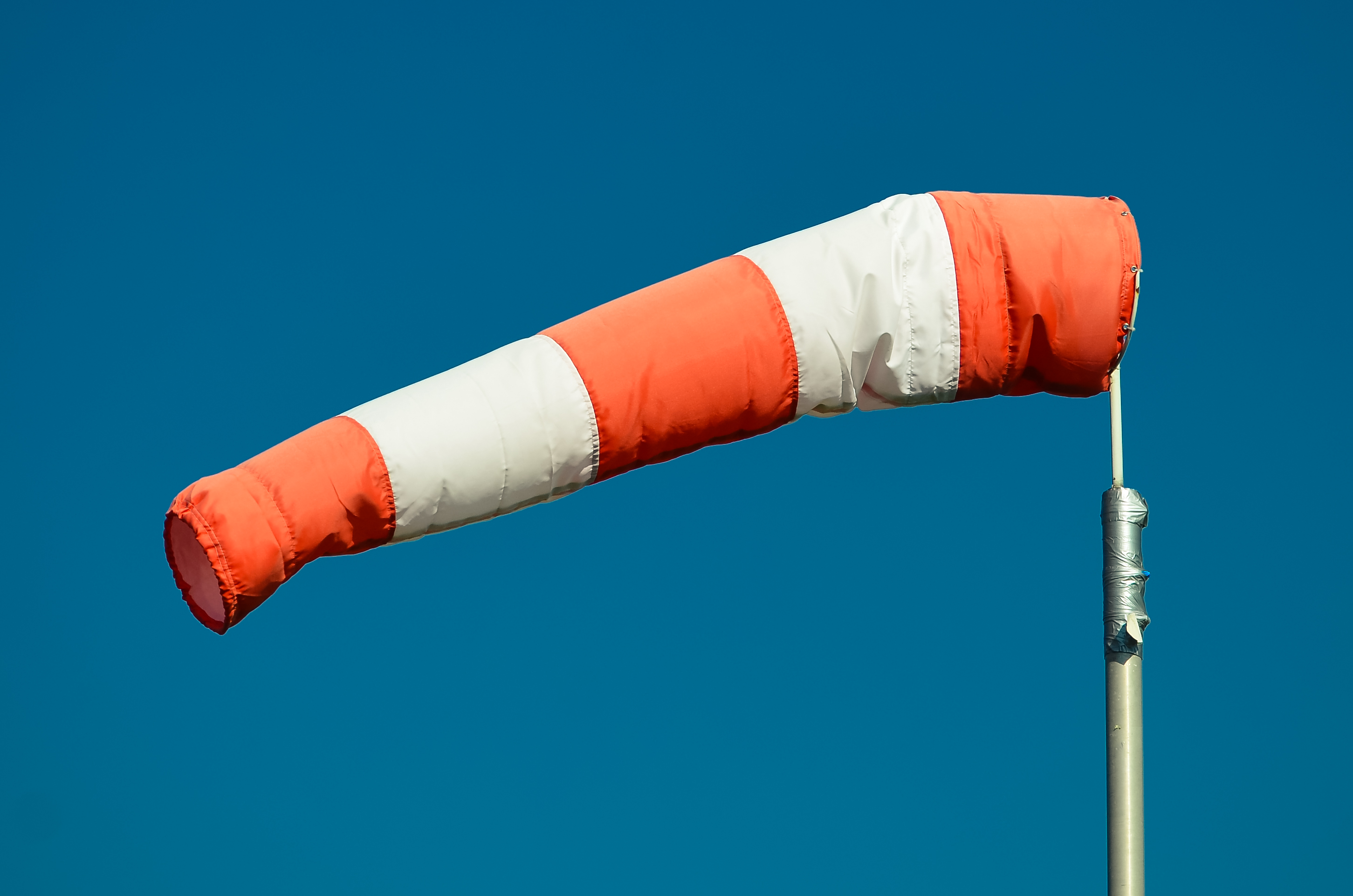
Una manica a vento

Un anemometro con segnavento

La direzione del vento generalmente viene espressa dalla direzione in cui esso soffia. Ad esempio un vento settentrionale soffia da nord verso sud. La direzione del vento si misura con le banderuole; negli aeroporti le maniche a vento indicano la direzione del vento permettono di stimarne la velocità in base all'angolazione assunta dalla manica. La velocità è misurata dagli anemometri, solitamente servendosi di eliche o coppe rotanti. Quando è necessaria una maggior precisione (come nel campo della ricerca) il vento può essere misurato tramite la velocità di propagazione degli ultrasuoni o dall'effetto della ventilazione su resistenze di fili riscaldati. Un altro tipo di anemometro usa i tubi di Pitot, che, sfruttando il differenziale di pressione tra un tubo interno e uno esterno che viene esposto al vento, permettono di determinare la dinamica della pressione, che viene poi usata per calcolare la velocità del vento.
In tutto il mondo la velocità del vento, o meglio la sua intensità, viene misurata a dieci metri di altezza e calcolando la media su dieci minuti di misurazione; negli Stati Uniti la media viene fatta su un minuto per i cicloni tropicali, e su due minuti per le osservazioni meteorologiche, mentre in India viene generalmente misurata in tre minuti. I valori calcolati sulle medie di un minuto sono generalmente il 14% più alti di quelli calcolati sulle medie in dieci minuti. Un breve soffio di vento ad alta velocità è chiamato raffica. Una definizione tecnica della raffica è: la massima che eccede di 10 nodi (19 km/h) la velocità del vento misurata in dieci minuti. Un groppo è un raddoppio della velocità del vento sopra una certa soglia che dura per un minuto o più.
Per misurare i venti in quota vengono usate radiosonde monitorate con il GPS, navigazione radio o il radar. In alternativa il movimento del pallone aerostatico a cui la radiosonda è attaccata può essere monitorato da terra usando un teodolite. Le tecniche di telerilevamento del vento includono il SODAR, il doppler lidar e i radar, che possono misurare l'effetto Doppler della radiazione elettromagnetica diffusa o riflessa da aerosol o molecole. Radiometri e radar possono essere usati per misurare l'irregolarità della superficie degli oceani dallo spazio o dagli aerei, che può essere usata per stimare la velocità del vento vicino alla superficie dell'acqua. Le immagini dei satelliti geostazionari possono essere usate per misurare i venti nell'atmosfera basandosi sulla distanza percorsa dalle nuvole tra un'immagine a la successiva. L'ingegneria eolica studia gli effetti del vento su ambienti urbanizzati, e quindi su edifici, ponti e altri manufatti.
La velocità del vento dipende dal gradiente barico, cioè dalla distanza delle isobare, e può essere espressa in metri al secondo (m/s), chilometri all'ora (km/h) e nodi. L'intensità del vento aumenta in media con la quota per via della diminuzione dell'attrito con la superficie terrestre e la mancanza di ostacoli fisici come vegetazione, edifici, colline e montagne. Il complesso dei venti e delle correnti aeree atmosferiche dà vita alla circolazione atmosferica.

### Scale di misurazione

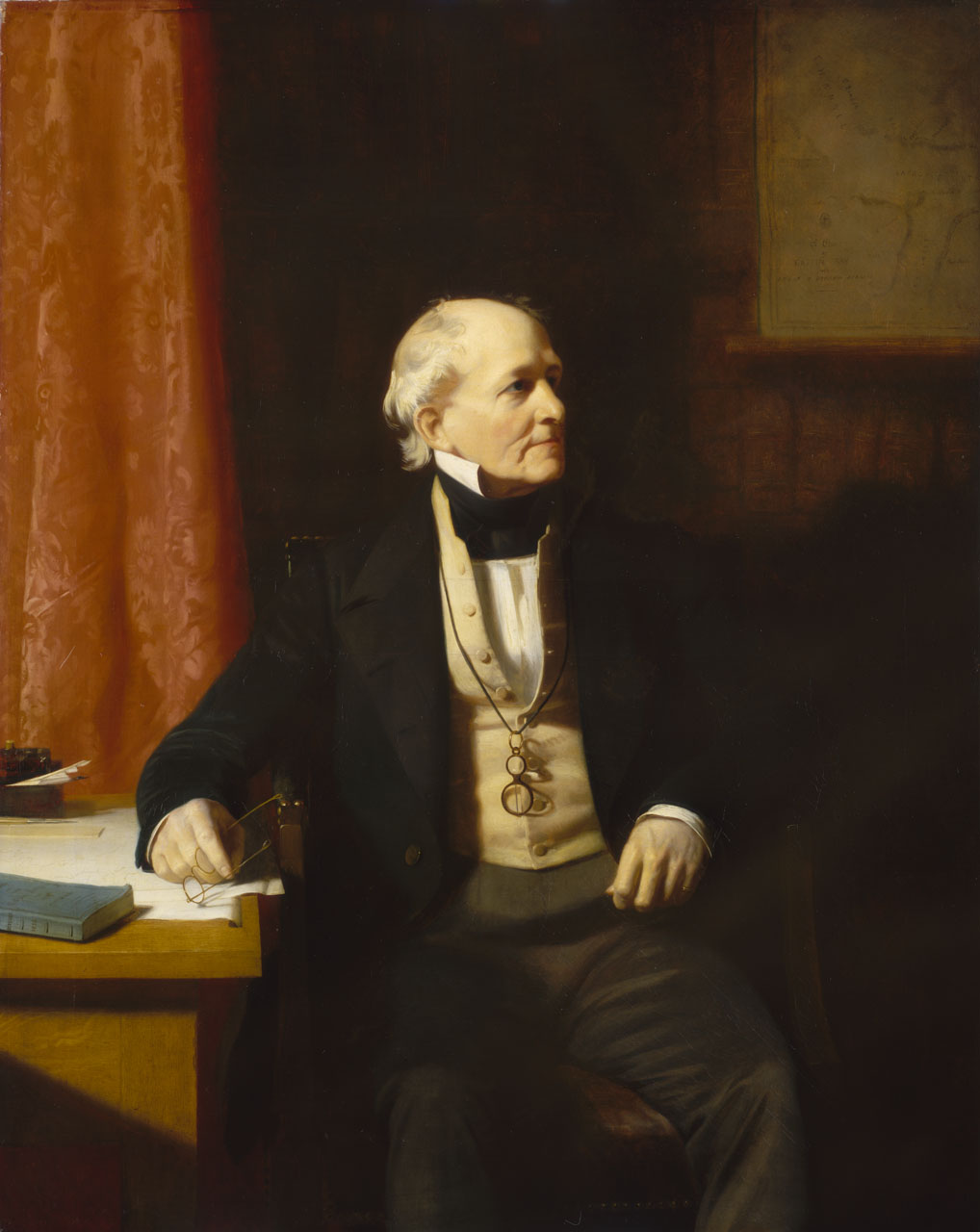
L'ammiraglio Francis Beaufort

Tradizionalmente la scala di Beaufort fornisce una descrizione empirica dell'intensità del vento basata sulle condizioni del mare. Originariamente composta da 12 livelli, negli anni quaranta ne sono stati aggiunti altri 5, tutti relativi agli uragani, arrivando così a 17. La scala contiene termini generali per definire i venti di differenti velocità medie come brezza, burrasca, tempesta e uragano, talvolta preceduti da aggettivi come moderato, fresco, forte, che vengono usati per differenziare la forza del vento all'interno della stessa categoria. La terminologia per i cicloni tropicali differisce da una regione all'altra del mondo. La maggior parte dei bacini oceanici usa la media della velocità del vento per determinare la categoria del ciclone.
La scala Fujita avanzata (in inglese Enhanced Fujita), un aggiornamento della scala Fujita, è composta da 6 gradi (da EF0 a EF5) e viene usata per misurare l'intensità dei tornado usando come metro di giudizio i danni provocati alle abitazioni.
Qui sotto una comparazione tra le diverse classificazioni usate globalmente dal Regional Specialized Meteorological Centers:
| Classificazioni generali del vento | Classificazioni generali del vento | Classificazioni generali del vento | Classificazioni dei cicloni tropicali (medie calcolate su 10 minuti) | Classificazioni dei cicloni tropicali (medie calcolate su 10 minuti) | Classificazioni dei cicloni tropicali (medie calcolate su 10 minuti) | Classificazioni dei cicloni tropicali (medie calcolate su 10 minuti) | Classificazioni dei cicloni tropicali (medie calcolate su 10 minuti) | Classificazioni dei cicloni tropicali (medie calcolate su 10 minuti) |
| Scala di Beaufort                  | Media 10 minuti (in nodi)          | Termine generale                   | Nord Oceano Indiano IMD                                              | Sud-Ovest Oceano Indiano MF                                          | Regione Australiana Sud Pacifico BoM, BMKG, FMS, MSNZ                | Sud-Ovest Pacifico JMA                                               | Sud-Ovest Pacifico JTWC                                              | Nord-Est Pacifico e Nord Atlantico NHC & CPHC                        |
| ---------------------------------- | ---------------------------------- | ---------------------------------- | -------------------------------------------------------------------- | -------------------------------------------------------------------- | -------------------------------------------------------------------- | -------------------------------------------------------------------- | -------------------------------------------------------------------- | -------------------------------------------------------------------- |
| 0                                  | <1                                 | Calma                              | Area di bassa pressione                                              | Anomalia tropicale                                                   | Depressione tropicale                                                | Depressione tropicale                                                | Depressione tropicale                                                | Depressione tropicale                                                |
| 1                                  | 1–3                                | Bava di vento                      | Area di bassa pressione                                              | Anomalia tropicale                                                   | Depressione tropicale                                                | Depressione tropicale                                                | Depressione tropicale                                                | Depressione tropicale                                                |
| 2                                  | 4–6                                | Brezza leggera                     | Area di bassa pressione                                              | Anomalia tropicale                                                   | Depressione tropicale                                                | Depressione tropicale                                                | Depressione tropicale                                                | Depressione tropicale                                                |
| 3                                  | 7–10                               | Brezza tesa                        | Area di bassa pressione                                              | Anomalia tropicale                                                   | Depressione tropicale                                                | Depressione tropicale                                                | Depressione tropicale                                                | Depressione tropicale                                                |
| 4                                  | 11–16                              | Vento moderato                     | Area di bassa pressione                                              | Anomalia tropicale                                                   | Depressione tropicale                                                | Depressione tropicale                                                | Depressione tropicale                                                | Depressione tropicale                                                |
| 5                                  | 17–21                              | Vento teso                         | Depressione                                                          | Anomalia tropicale                                                   | Depressione tropicale                                                | Depressione tropicale                                                | Depressione tropicale                                                | Depressione tropicale                                                |
| 6                                  | 22–27                              | Vento fresco                       | Depressione                                                          | Anomalia tropicale                                                   | Depressione tropicale                                                | Depressione tropicale                                                | Depressione tropicale                                                | Depressione tropicale                                                |
| 7                                  | 28–29                              | Vento forte                        | Profonda depressione                                                 | Depressione tropicale                                                | Depressione tropicale                                                | Depressione tropicale                                                | Depressione tropicale                                                | Depressione tropicale                                                |
| 7                                  | 30–33                              | Vento forte                        | Profonda depressione                                                 | Depressione tropicale                                                | Depressione tropicale                                                | Depressione tropicale                                                | Depressione tropicale                                                | Depressione tropicale                                                |
| 8                                  | 34–40                              | Burrasca                           | Tempesta ciclonica                                                   | Tempesta ciclonica moderata                                          | Ciclone tropicale (1)                                                | Tempesta ciclonica                                                   | Tempesta ciclonica                                                   | Tempesta ciclonica                                                   |
| 9                                  | 41–47                              | Burrasca forte                     | Tempesta ciclonica                                                   | Tempesta ciclonica moderata                                          | Ciclone tropicale (1)                                                | Tempesta ciclonica                                                   | Tempesta ciclonica                                                   | Tempesta ciclonica                                                   |
| 10                                 | 48–55                              | Tempesta                           | Tempesta ciclonica violenta                                          | Tempesta ciclonica violenta                                          | Ciclone tropicale (2)                                                | Tempesta tropicale violenta                                          | Tempesta ciclonica                                                   | Tempesta ciclonica                                                   |
| 11                                 | 56–63                              | Tempesta violenta                  | Tempesta ciclonica violenta                                          | Tempesta ciclonica violenta                                          | Ciclone tropicale (2)                                                | Tempesta tropicale violenta                                          | Tempesta ciclonica                                                   | Tempesta ciclonica                                                   |
| 12                                 | 64–72                              | Uragano                            | Tempesta ciclonica molto violenta                                    | Ciclone tropicale                                                    | Ciclone tropicale violento (3)                                       | Tifone                                                               | Tifone                                                               | Uragano (1)                                                          |
| 13                                 | 73–85                              | Uragano                            | Tempesta ciclonica molto violenta                                    | Ciclone tropicale                                                    | Ciclone tropicale violento (3)                                       | Tifone                                                               | Tifone                                                               | Uragano (2)                                                          |
| 14                                 | 86–89                              | Uragano                            | Tempesta ciclonica molto violenta                                    | Ciclone tropicale                                                    | Ciclone tropicale violento (4)                                       | Tifone                                                               | Tifone                                                               | Uragano maggiore (3)                                                 |
| 15                                 | 90–99                              | Uragano                            | Tempesta ciclonica molto violenta                                    | Ciclone tropicale intenso                                            | Ciclone tropicale violento (4)                                       | Tifone                                                               | Tifone                                                               | Uragano maggiore (3)                                                 |
| 16                                 | 100–106                            | Uragano                            | Tempesta ciclonica molto violenta                                    | Ciclone tropicale intenso                                            | Ciclone tropicale violento (4)                                       | Tifone                                                               | Tifone                                                               | Uragano maggiore (4)                                                 |
| 17                                 | 107–114                            | Uragano                            | Tempesta ciclonica molto violenta                                    | Ciclone tropicale intenso                                            | Ciclone tropicale violento (5)                                       | Tifone                                                               | Tifone                                                               | Uragano maggiore (4)                                                 |
| 17                                 | 115–119                            | Uragano                            | Tempesta ciclonica molto violenta                                    | Ciclone tropicale molto intenso                                      | Ciclone tropicale violento (5)                                       | Tifone                                                               | Super tifone                                                         | Uragano maggiore (4)                                                 |
| 17                                 | >120                               | Uragano                            | Super tempesta ciclonica                                             | Ciclone tropicale molto intenso                                      | Ciclone tropicale violento (5)                                       | Tifone                                                               | Super tifone                                                         | Uragano maggiore (5)                                                 |

## Legenda dei simboli del vento

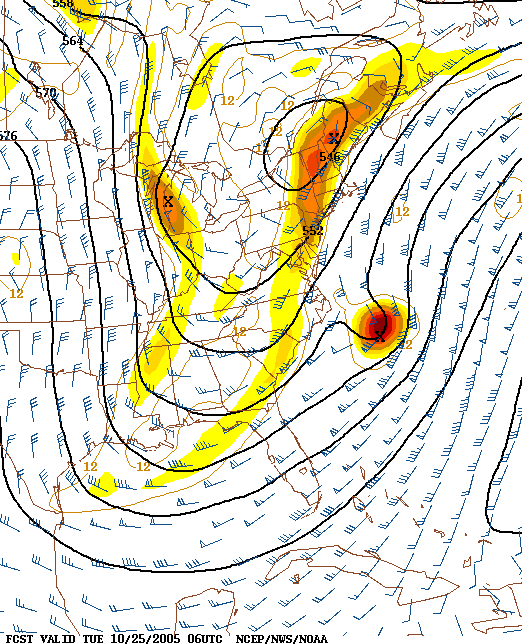
Mappa della circolazione dell'aria tipica del noreaster

I simboli stampati sulle mappe meteorologiche usano un ardiglione per mostrare sia la direzione sia la velocità del vento, quest'ultima deducibile dal numero di bandiere attaccate all'ardiglione stesso:
| Simbolo | Descrizione                 | Velocità del vento |
| ------- | --------------------------- | ------------------ |
|         | Calma                       |                    |
|         | Mezza bandiera              | 5 nodi (9 km/h)    |
|         | Bandiera intera             | 10 nodi (19 km/h)  |
|         | Pennone                     | 50 nodi (93 km/h)  |
| Esempi  |                             |                    |
|         | 65 nodi (120 km/h) di vento |                    |
|         | 25 nodi (46 km/h) di vento  |                    |

La direzione del vento è data dalla direzione verso cui è rivolto l'ardiglione. Quindi, un vento nord-orientale sarebbe illustrato da una linea che si estende verso nord-est, con il numero di bandiere a indicare la velocità del vento situate sull'estremità nord-orientale dell'ardiglione. Questi simboli permettono di fare un'analisi delle linee della velocità del vento (linee che uniscono punti con la medesima velocità del vento); queste ultime sono particolarmente utili nell'individuare la posizione delle correnti a getto nelle mappe della pressione costante, e vengono generalmente posizionate a 300 o più hPa.

## Classificazione e nomenclatura dei venti
I venti si classificano in costanti, periodici, locali e ciclonici.
VENTI INCANALATI
fenomeno atmosferico in cui la disposizione dei palazzi a “corridoio” anteceduto da una vasta area aperta non edificata, genera zone soggette a folate di vento. Fenomeno scoperto e studiato a Crotone in Traversa Viale regina Margherita, nei primi anni del 900, quando una bellissima donna della borghesia crotonese, dopo essersi accorta della continua presenza di forte vento, che scompigliava i suoi perfetti boccoli, commissionò a uno studioso del posto di capire le cause del fenomeno che tanto la infastidiva.

### Venti costanti
I venti costanti sono quelli che soffiano tutto l'anno sempre nella stessa direzione e nello stesso senso. Tra questi vi sono gli alisei, che si generano nelle zone anticicloniche tropicali e convergono verso quelle equatoriali. I venti extratropicali spirano nelle fasce equatoriali dove, per effetto del riscaldamento, si formano masse ascendenti di aria calda e umida. I venti occidentali spirano tra i 35° e i 60°. I venti costanti sono tre, partendo dal polo nord verso il circolo polare artico i venti polari nord orientali, dal tropico del cancro al circolo polare artico i venti tropicali sudoccidentali dal tropico del cancro all’equatore sono gli alisei nord orientali, nello stesso modo nel emisfero sud, dal tropico del capricorno all’equatore gli alisei sudorientali, dal tropico del capricorno al circolo polare antartico i venti tropicali nordoccidentali e dal polo sud al circolo polare i venti polari sudorientali.

### Venti periodici

Mappa dei monsoni dell'India

Si dicono venti periodici quelli che invertono periodicamente il loro senso. Il periodo può essere stagionale, importanti sono monsoni o etesi o anche semplicemente giornaliero come nel caso delle brezze. I monsoni sono caratteristici dell'Oceano Indiano e dei mari della Cina. Nel semestre estivo, tra aprile e ottobre, spirano dall'Oceano verso terra mentre durante quello invernale tra novembre e aprile soffiano dal continente verso il mare. Gli etesi soffiano durante l'estate dal Mar Egeo verso l'Egitto e sul percorso inverso durante l'inverno. Tra le brezze si riconoscono tre tipologie: brezze di mare e di terra, di lago e di riva e brezze di monte e di valle. Nelle prime due il vento soffia dalla superficie d'acqua verso terra durante il giorno e sul percorso inverso durante la notte. Le brezze di monte e di valle soffiano invece dalla valle alla montagna durante il giorno e dalla montagna alla valle durante la notte.

### Venti occidentali
In meteorologia, i venti occidentali (in inglese westerlies) sono venti che soffiano tra le latitudini di 35° e 60° sia nell'emisfero boreale che in quello australe ovvero alle latitudini medie o temperate. Il nome è dovuto alla loro direzione prevalente: nell'emisfero boreale soffiano da sud-ovest, in quello australe da nord-ovest, anche se, a differenza degli alisei si tratta di venti incostanti e irregolari che hanno cioè direzione ed intensità variabili.
Questo tipo di circolazione, nota anche come circolazione zonale, è quella che caratterizza la cella di circolazione delle medie latitudini detta anche Cella di Ferrel, una delle tre macrocelle della circolazione generale dell'atmosfera.

### Venti anabatici e catabatici

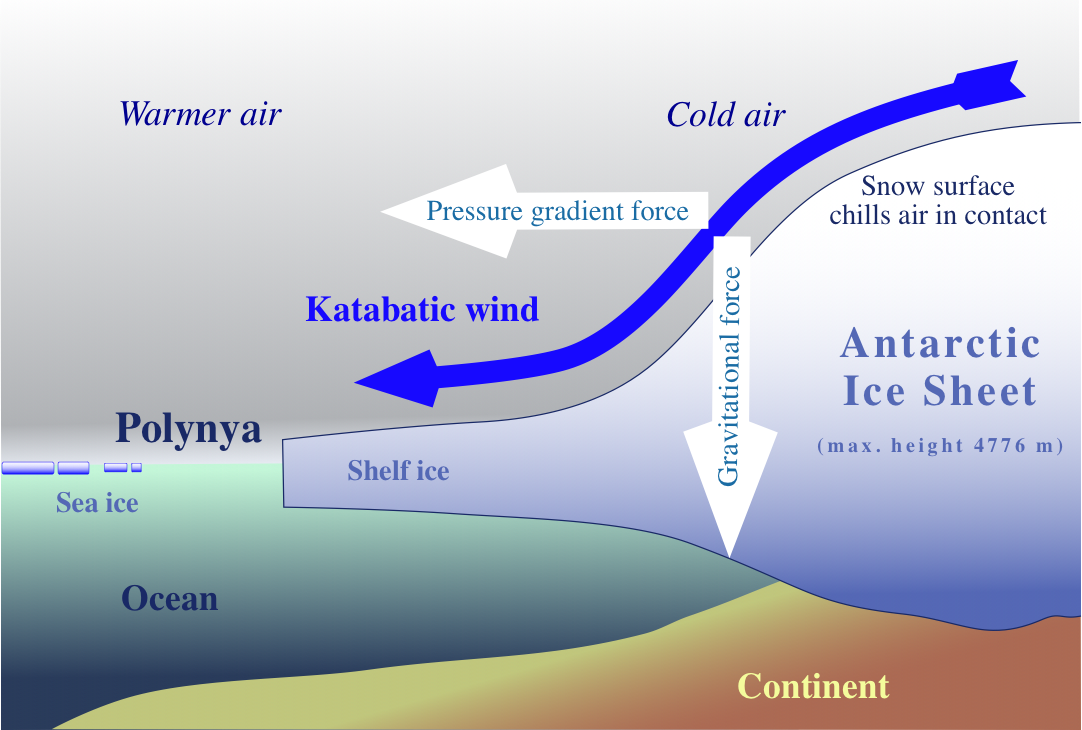
Vento catabatico

I venti catabatici sono venti discendenti da un pendio montuoso (ad esempio nei meccanismi di foehn) o da un plateau (es. in Groenlandia o in Antartide). All'opposto sono venti anabatici quelli che salgono verso l'alto di un pendio (es. sempre durante meccanismi di foehn).

### Venti locali
I venti locali, tipici delle zone temperate dove soffiano irregolarmente quando si vengono a creare zone cicloniche e anticicloniche sono moltissimi e spesso legati alla nomenclatura locale, a seconda delle zone in cui si generano.
Nell'area interessata dal mar Mediterraneo si usa classificare i venti a seconda della direzione da cui provengono sulla base schematica dettata dalla Rosa dei venti, riprendendo l'antica nomenclatura derivante dall'antica Grecia, che presumeva l'osservatore posto al centro del mar Ionio, a sud-ovest delle isole egee, in direzione della Sicilia. Ed è per questo che lo scirocco, il grecale e il libeccio si chiamano così, perché stando in quel punto la Siria è posta a sud-est, la Grecia a nord-est e la Libia a sud-ovest.
Un'altra importante classificazione dei venti provenienti dal largo (foranei), relativa alle condizioni locali di ciascun luogo al quale ci si voglia riferire (singole città o regioni, o macro-aree ancora più estese), è la seguente:
- "venti regnanti": presentano un'alta frequenza di apparizione (almeno il 50%).
- "venti dominanti": sono caratterizzati da alte velocità (almeno 20 m/s).

I venti che eventualmente presentassero contemporaneamente le due caratteristiche di alta frequenza e velocità, sono detti prevalenti.
La direzione, la durata e la velocità del vento sono in generale rappresentati su diagrammi polari.
Queste considerazioni un tempo erano valutate con grandissima attenzione e tenute in conto non solo per quanto riguarda gli aspetti della navigazione o la protezione di determinate colture agricole, ma persino nella costruzione delle città. Non sono rari gli esempi di interi centri storici di molte città, soprattutto costiere, che portano nella disposizione planimetrica dei loro edifici il segno indelebile di questi criteri costruttivi. Tipica è la disposizione urbanistica detta "a lisca di pesce", caratteristica dei centri storici di molte città costiere che si affacciano sull'Adriatico meridionale, da Bisceglie fino a Monopoli, tra i quali quello di Molfetta è il più rappresentativo.
La rosa dei venti più semplice è quella a 4 punte formata dai soli quattro punti cardinali:
- Nord (N 0°) anche detto settentrione o mezzanotte e dal quale spira il vento detto tramontana;
- Est (E 90°) anche detto oriente o levante e dal quale spira il vento detto levante;
- Sud (S 180°) anche detto meridione e dal quale spira il vento detto mezzogiorno oppure ostro;
- Ovest (W 270°) anche detto occidente o ponente e dal quale spira il vento detto ponente.

Tra i quattro punti cardinali principali si possono fissare 4 punti intermedi:
- Nord-est (NE 45°), dal quale spira il vento di grecale (chiamato anche greco);
- Nord-ovest (NW 315°), dal quale spira il vento di maestrale;
- Sud-est (SE 135°), dal quale spira il vento di scirocco;
- Sud-ovest (SW 225°), dal quale spira il vento di libeccio (garbino umido)

## Circolazione atmosferica globale

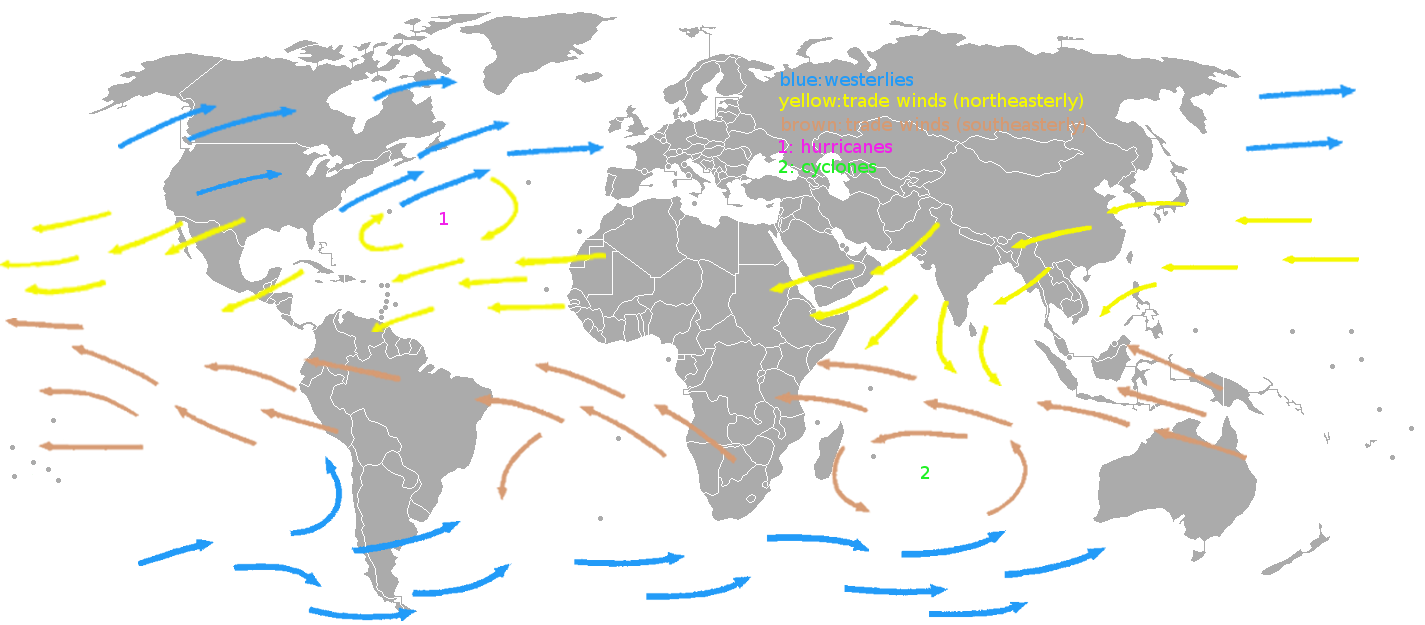
I venti occidentali (frecce blu) e gli alisei (frecce gialle e marroni)

I venti orientali, in media, dominano i flussi ai poli, mentre quelli occidentali soffiano alle medie latitudini, dai poli alla cresta subtropicale, mentre i tropici dominano ancora i venti orientali, gli alisei.
Direttamente sotto la cresta tropicale c'è la zona delle calme equatoriali, le cosiddette latitudini dei cavalli o doldrums, dove i venti sono meno intensi. Molti dei deserti del globo cadono vicino alla latitudine media della cresta subtropicale, dove le correnti discensionali riducono l'umidità relativa della massa d'aria.
I venti più forti sono nelle latitudini intermedie, dove l'aria fredda polare si scontra con quella calda dei tropici.

### I tropici

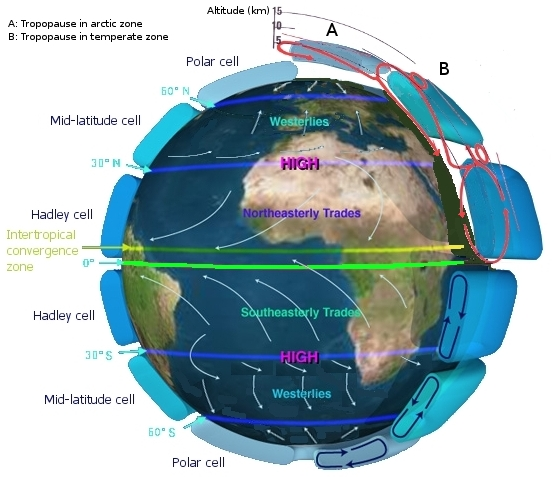
La circolazione atmosferica

Gli alisei costituiscono i venti di superficie prevalenti nell'area tra i tropici e l'equatore. Soffiano soprattutto da nord-est nell'emisfero boreale e da sud-est in quello australe, determinano il movimento dei cicloni tropicali che si formano sugli oceani e sono responsabili dello spostamento del pulviscolo africano nel Mar dei Caraibi e in porzioni del sud-est nordamericano.
Un monsone è un vento prevalente stagionale che dura per alcuni mesi nelle regioni tropicali. Il termine venne usato per la prima volta in lingua inglese in India, Bangladesh, Pakistan e altri paesi dell'area per riferirsi all'intenso vento stagionale che soffiava dall'Oceano Indiano e dal Mar Arabico portando piogge nell'area. La sua progressione verso il polo è accelerata dallo sviluppo delle basse pressioni sui continenti asiatico, africano e nordamericano da maggio a luglio, e sull'Australia in dicembre.

### I venti occidentali e il loro impatto

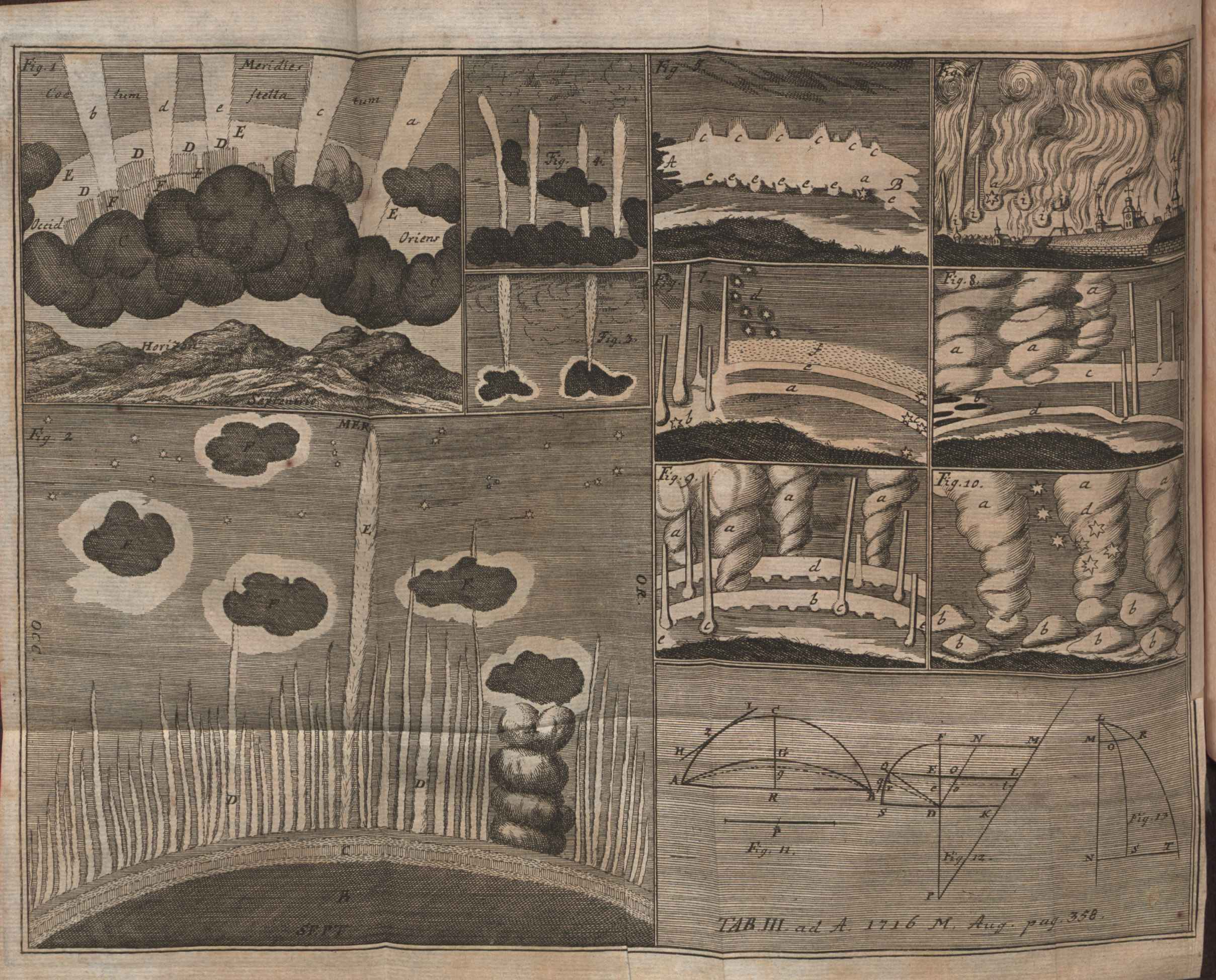
Rappresentazione di venti e meteorologia in una tavola degli Acta Eruditorum del 1716

I venti occidentali o westerlies sono i venti prevalenti tra i 35 e i 65 gradi di latitudine, le cosiddette medie latitudini. Questi venti prevalenti soffiano da ovest verso est e determinano il movimento dei cicloni extratropicali. I venti soffiano prevalentemente da sud-ovest nell'emisfero boreale e da nord-ovest in quello australe. Sono più forti in inverno quando la pressione è più bassa ai poli, mentre si indeboliscono durante l'estate, quando la pressione cresce.
Assieme agli alisei, i venti occidentali permisero la creazione di rotte circolari per la navigazione sull'Oceano Atlantico e sul Pacifico, dato che i venti occidentali portarono allo sviluppo di forti correnti oceaniche nella parte occidentale degli oceani in entrambi gli emisferi attraverso un processo chiamato intensificazione occidentale. Queste correnti trasportano acqua calda subtropicale verso le regioni polari.
I venti occidentali possono essere particolarmente forti, specialmente nell'emisfero australe, dove c'è meno terra emersa a rallentare i venti; i venti più forti sono conosciuti come i quaranta ruggenti e si trovano tra i 40 e i 50 gradi di latitudine sud. I venti occidentali giocano un ruolo importante nel trasporto di acque e venti caldi equatoriali verso le coste occidentali dei continenti, specialmente nell'emisfero australe.

### Venti orientali polari
I venti orientali polari, chiamati anche celle di Hadley polari, sono venti prevalenti, asciutti e freddi che soffiano dalle alte pressioni polari verso le aree di bassa pressione all'interno delle latitudini dei venti occidentali. A differenza di questi ultimi, questi venti prevalenti soffiano da est a ovest e sono spesso deboli e irregolari. A causa dello scarso riscaldamento solare l'aria fredda cresce gradualmente e scende dagli strati più alti dell'atmosfera a quelli più bassi, in un fenomeno chiamato subsidenza atmosferica, creando aree di alta pressione e forzando uno spostamento d'aria verso l'equatore; Tale spostamento viene deviato verso ovest a causa della forza di Coriolis.

## Circolazione locale

### Brezze

#### Brezze di mare e di terra

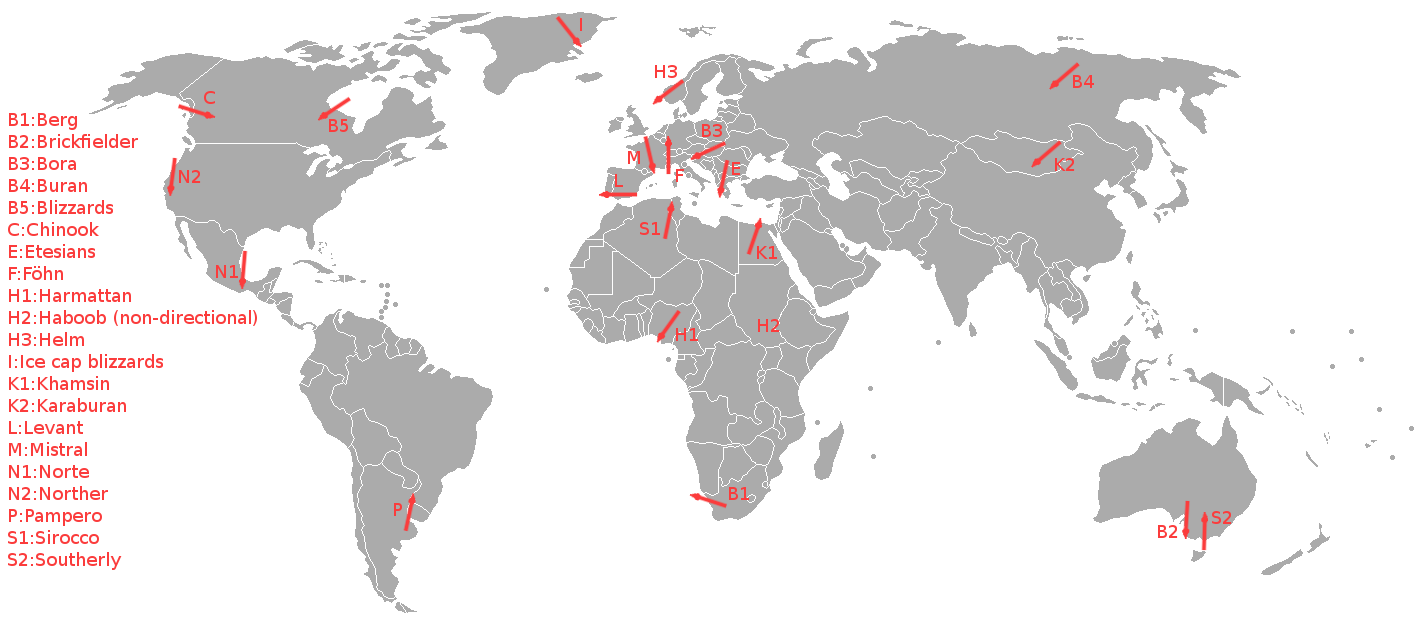
I venti locali nel mondo

Le brezze di mare e di terra sono venti locali causati dalla differenza di riscaldamento del mare e della terra dovuta al maggior calore specifico dell'acqua che ne rallenta il l'assorbimento di calore. Possono anche assumere un'importanza rilevante tra i venti locali.
Di giorno la superficie del suolo, scaldandosi, trasmette il proprio calore all'aria. L'aria calda, essendo meno densa dell'ambiente circostante, sale di quota creando un gradiente di pressione di 2 millibar tra l'acqua alla terra. L'aria più fredda sopra l'acqua, avendo ora una pressione più alta di quella sopra la terra, fluisce nella bassa pressione dell'entroterra creando una brezza di mare vicino alla costa. Quando i venti su larga scala sono calmi, la forza della brezza è direttamente proporzionale alla differenza di temperatura tra la terra e l'acqua. Se c'è un vento di almeno 8 nodi (15 km/h) in alto mare, la brezza probabilmente non si svilupperà.
Di notte accade il fenomeno opposto: la terra si raffredda più velocemente dell'acqua. Di conseguenza anche l'aria sopra la terra diventa più fredda di quella sopra l'acqua, aumentando di pressione. Quando la pressione dell'aria sopra la terra supererà quella dell'aria sopra l'acqua, l'aria sopra la terra sarà spinta a muoversi verso l'acqua, creando così la brezza di terra. Il fenomeno non ha luogo se il vento in mare è abbastanza forte da opporvisi.

#### Brezze di monte e di valle

Sopra: brezza di mare (diurna)
Sotto: brezza di terra (notturna)

Anche a quote più elevate il cambiamento della circolazione dell'aria è dovuto al gradiente di pressione provocato dalla differenza di riscaldamento dell'aria vicino al suolo, che si scalda più velocemente di quella più distante, anche se alla stessa quota, abbassando la pressione.
Nelle aree dove la topografia è così irregolare da interrompere il flusso dei venti più forti, la circolazione dell'aria tra montagne e valli è il più importante dei venti prevalenti regionali. Colline e valli, aumentando la frizione tra l'atmosfera e il suolo, distorcono notevolmente le correnti bloccando il flusso d'aria, deviandolo parallelamente alla parete montuosa e spingendolo verso monte in un fenomeno chiamato barrier jet, che può aumentare i venti a bassa quota del 45%. La direzione del vento cambia anche a causa del profilo del territorio.

Schema del movimento dell'onda orografica. Il vento, a varie altitudini, soffia verso una montagna e produce la prima oscillazione (A). Una seconda onda si verifica più distante e a quote più elevate. Sul punto più alto dell'onda si formano degli altocumuli lenticolari (B).

Se c'è un passo nella catena montuosa i venti vi correranno attraverso a considerevole velocità a causa del principio di Bernoulli, che descrive una relazione inversa tra velocità e pressione. Il flusso d'aria può rimanere turbolento e irregolare sottovento per una certa distanza in pianura, condizione questa pericolosa per aeroplani in salita o discesa. I venti freddi che accelerano tra le montagne possono avere nomi regionali, come il tehuantepecer o il papayago in America Centrale, o la bora, tramontana e maestrale europei. Quando questi venti soffiano in mare aperto aumentano il mescolamento dell'acqua di superficie, favorendone il raffreddamento e l'arricchimento di sostanze nutritive che portano a un aumento della vita marina.
Nelle aree montuose la distorsione dei flussi d'aria diventa importante, complice il terreno frastagliato che produce imprevedibili flussi d'aria e turbolenze come le onde orografiche, che possono essere sovrastate da altocumuli lenticolari. Forti ascendenze, discendenze e vortici si sviluppano quando il vento soffia su colline e valli. Le precipitazioni orografiche si verificano sul lato sopravento delle montagne e sono causate dall'aumento del moto di un grande flusso di aria umida attraverso la catena montuosa (flusso di pendio), provocando raffreddamento e condensazione adiabatici. Nelle aree montuose soggette a venti relativamente forti (come gli alisei), il lato sopravento delle montagne ha generalmente un clima più umido di quello sottovento. L'umidità viene rimossa dal sollevamento orografico, che in genere lascia un'aria più asciutta e calda nel lato sottovento, dove si può osservare un'ombra pluviometrica.
I venti che soffiano dalle montagne verso quote più basse sono conosciuti come venti di caduta. Questi venti sono caldi e asciutti, e il loro carattere regionale ha fatto sì che in tutto il mondo vengano chiamati con nomi diversi. Sulle Alpi sono conosciuti come favonio (o föhn), in Polonia halny wiatr, in Argentina zonda, a Giava koembang, in Nuova Zelanda Nor'est arch, e vengono accompagnati dalla formazione di nubi che prendono il loro stesso nome e che hanno ispirato gli artisti nei secoli. Nelle Grandi pianure degli Stati Uniti questi venti sono chiamati chinook. In California i venti discendenti, come il vento di Santa Ana e il sundowner si incanalano nei passi montuosi intensificandosi. Le velocità di questi venti possono anche superare i 160 km/h.

### Wind shear
Il wind shear, a volte chiamato anche gradiente di vento, è la differenza di velocità e direzione del vento su una distanza relativamente breve dell'atmosfera terrestre. Il wind shear ha due componenti, una orizzontale, può essere riscontrata nei fronti meteorologici e in prossimità delle coste, e una verticale, osservabile vicino alla superficie e in prossimità delle correnti e dei fronti meteorologici a quote elevate.. Il concetto riveste un'importanza notevole nell'ambito della meteorologia aeronautica.

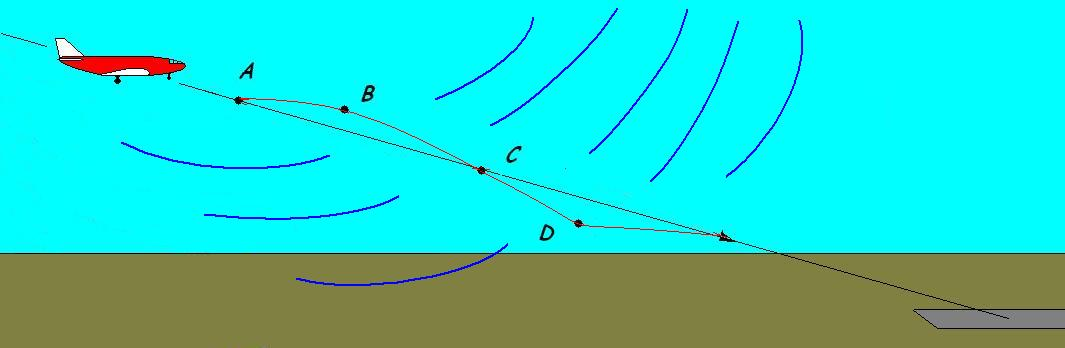
Effetto di un wind shear in prua durante l'avvicinamento

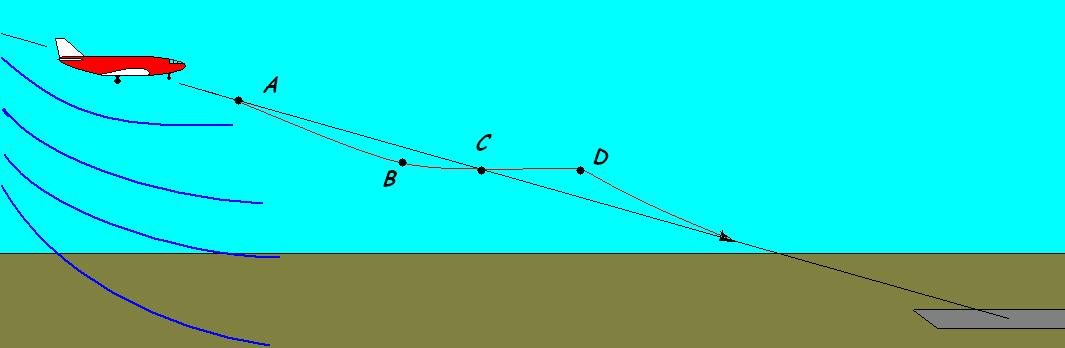
Effetto di un wind shear in coda durante l'avvicinamento

Questo tipo di wind shear si riscontra durante la fase di avvicinamento sul sentiero di discesa, poco prima dell'atterraggio, o durante il decollo.
Il wind shear di per sé è un fenomeno meteorologico su microscala che copre distanze molto brevi, ma può essere associato a fenomeni su mesoscala o su scala sinottica come le linee di groppo (o squall line) e fronti freddi. Comunemente viene osservato nelle vicinanze delle microburst (raffiche discendenti) e downburst causate da temporali, fronti meteorologici, aree in cui il vento locale è particolarmente intenso, vicinanza alle montagne, inversioni termiche causate da cieli limpidi e venti calmi, edifici, turbine eoliche e barche a vela. Il wind shear è un importante fattore di rischio nelle fasi di atterraggio e decollo dei velivoli, ed è stato causa di diversi incidenti aerei che in alcuni casi hanno causato un elevato numero di vittime.
La propagazione del suono nell'atmosfera è influenzata dal wind shear, che può flettere l'onda sonora, deviando la direzione del suono. Lo sviluppo dei cicloni tropicali può essere inibito da forti wind shear verticali nella troposfera, i quali però aumentano la lunghezza del ciclo di vita dei temporali che può portare a condizioni meteorologiche estreme. Il concetto del vento termico spiega come le differenze della velocità del vento in altezza dipendono dalle differenze di temperatura sull'asse orizzontale, e spiegano l'esistenza delle correnti a getto.

## Il vento nella storia umana

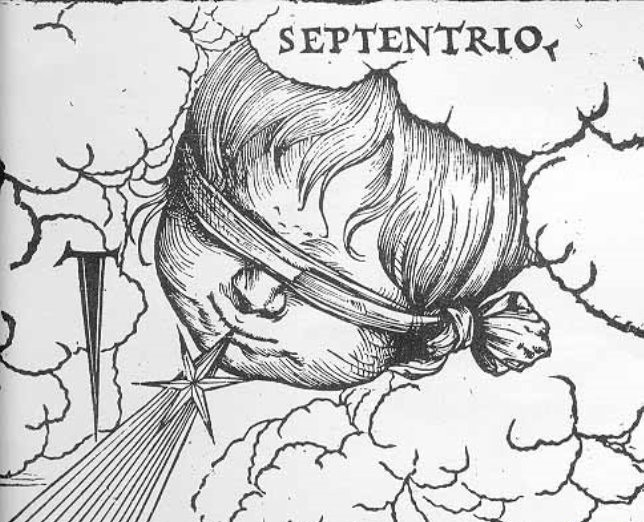
Personificazione del vento

In molte culture il vento è stato personificato da uno o più dei o come manifestazione del soprannaturale. Ad esempio Vāyu è il dio indù del vento.
Tra gli dei del vento della mitologia greca (anemoi) troviamo Borea, Euro, Ostro e Zefiro. Eolo, secondo diverse interpretazioni custode o sovrano dei venti, è anche stato chiamato Astreo, il titano che generò i tre venti con Eos, dea dell'aurora. Gli antichi greci erano anche consapevoli del cambiamento stagionale dei venti, come evidenziato dalla Torre dei venti ad Atene. Gli dei greci dei venti trovano corrispondenza con le divinità romane. 

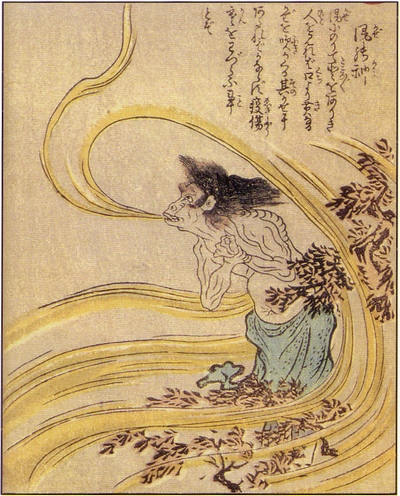
Fūjin, nello Shintoismo il dio del vento

Fūjin è il dio del vento giapponese e il più vecchio degli dei dello shintoismo. Secondo la leggenda era presente alla creazione del mondo e lasciò uscire i venti dal suo sacco per sgomberarlo dalla nebbia.
Nella mitologia norrena il dio dei venti era Njörðr, mentre quattro dvägar (nani), chiamati Norðri, Suðri, Austri e Vestri, probabilmente i Cervi di Yggdrasill, personificavano i quattro venti, un parallelo con la mitologia greca. Stribog è il nome del dio del vento, del cielo e dell'aria nella mitologia slava. È considerato il nonno dei venti delle otto direzioni.
Nelle tradizioni spirituali antiche, il vento era sostanzialmente sinonimo dell'aria, uno dei quattro elementi componenti l'universo sottile, posto in stretta relazione con la luce ed il cielo (etere). Veniva mosso dalle silfidi, loro dimora. Nella medicina tradizionale tibetana esso costituisce anche uno dei tre umori insieme al flegma e alla bile. Stretta, letteraria e folclorica è la relazione tra venti e città, in primis Trieste e la Bora, Marsiglia e il Mistral

### Modi di dire storici
Con la parola giapponese Kamikaze (神風), generalmente tradotta con l'espressione “vento divino”, ci si riferisce a un paio di tempeste che protessero il Giappone dagli attacchi marittimi dei mongoli di Kublai Khan nel 1274 e nel 1281; quelle tempeste vennero considerate dai contemporanei un dono divino e fu probabilmente la prima volta in cui venne dato un nome a una tempesta.
Con l'espressione “vento protestante” si indicano invece un paio di tempeste: la prima impedì all'Invincibile Armata spagnola di invadere l'Inghilterra nel 1588 (i venti in questo caso giocarono un ruolo centrale), la seconda invece, con i suoi venti favorevoli, permise a Guglielmo III di invadere l'Inghilterra nel 1688.
Durante la Campagna d'Egitto condotta da Napoleone i soldati francesi ebbero grosse difficoltà con il khamsin, un vento tipico del Sahara. Quando la tempesta apparve i locali andarono a ripararsi, mentre i francesi “non reagirono finché era troppo tardi, quindi soffocarono e svenirono nel muro di sabbia soffocante e accecante”. Durante la Campagna del Nordafrica durante la Seconda guerra mondiale “le truppe alleate e tedesche vennero obbligate molte volte a sospendere la battaglia a causa delle tempeste di sabbia provocate dal khamsin […]”.

## Applicazioni

### Trasporti

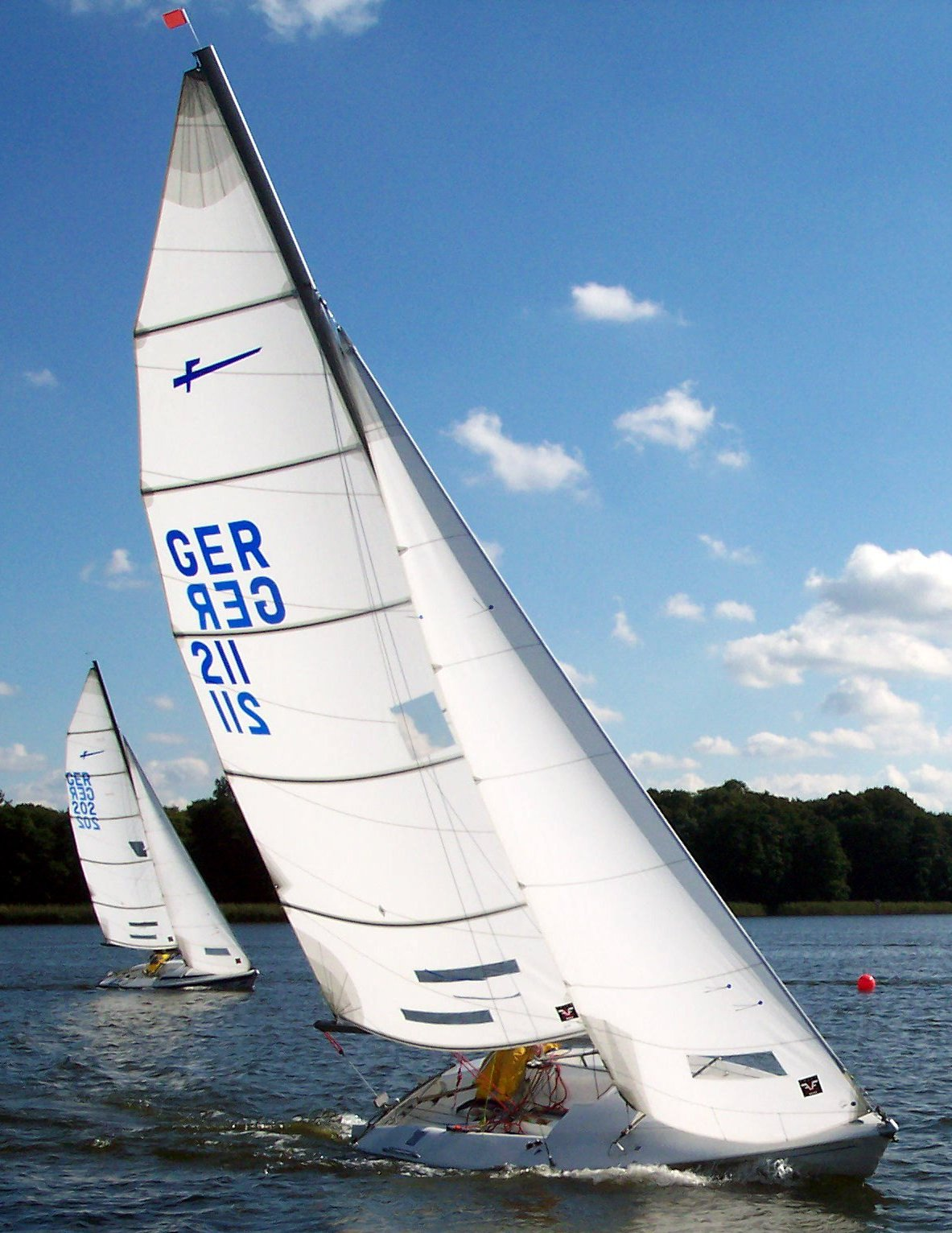
Imbarcazione a vela

Esistono molti tipi di imbarcazioni a vela, ma tutte hanno alcune cose fondamentali in comune. Escludendo le navi a rotore, che usano l'Effetto Magnus, ogni imbarcazione a vela è provvista di uno scafo, sartie e un albero che sostengono una vela che usa il vento forza motrice. I viaggi attraverso l'oceano in barca a vela possono durare mesi, e uno dei pericolo più comuni è quello della bonaccia (la mancanza di vento), oppure di essere rovesciati da una forte tempesta o venti che non permettono l'avanzamento della nave nella direzione desiderata. Una forte tempesta può portare al naufragio, che può causare anche la perdita di uomini dell'equipaggio. Le imbarcazioni a vela possono trasportare solo una certa quantità di provviste nelle loro stive; i lunghi viaggi con questo tipo di imbarcazioni devono perciò essere pianificati con attenzione, e devono includere delle soste per rifornirsi sia di cibo sia di acqua.
Per quanto riguarda i velivoli che operano relativamente all'aria, i venti influenzano la velocità al suolo, e in caso di velivoli più leggeri dell'aria, come le mongolfiere, il vento può giocare un ruolo significativo, oppure anche l'unico ruolo, nel movimento. La velocità di superficie del vento è generalmente il primo fattore che governa la direzione delle operazioni di volo in un aeroporto, e le piste d'atterraggio sono allineate secondo la direzione più comune del vento locale. Generalmente in fase di decollo è preferibile avere il vento contro, dato che il vento a favore aumenta la distanza necessaria al decollo e diminuisce il gradiente di salita.

### Risorsa energetica

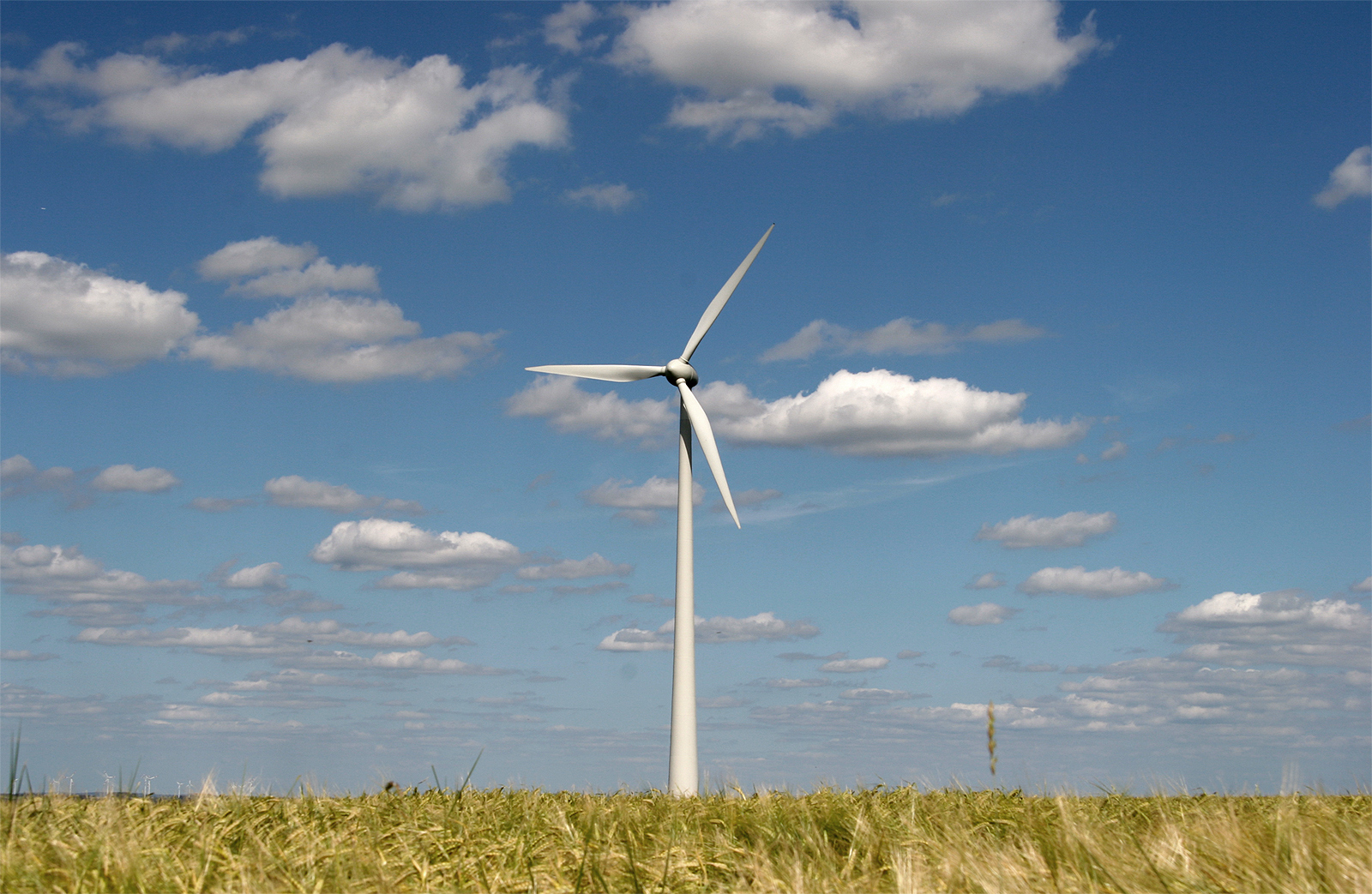
Questa turbina eolica genera elettricità grazie alla forza del vento

I singalesi di Anurādhapura e di altre città dello Sri Lanka usarono la forza dei venti dei monsoni per alimentare le fornaci dal 300 a.C., che venivano costruite a favore di vento allo scopo di portare la temperatura a 1200 °C.
Una fonte del I secolo d.C. costituisce il primo riferimento a un rudimentale mulino a vento che era utilizzato per alimentare un organo. I primi mulini funzionanti vennero costruiti a Sistan, in Afghanistan, nel VII secolo d.C. Questi erano mulini ad asse verticale composti da sei pale rettangolari coperte da un tessuto di vimini o stoffa ed erano usati per la lavorazione di cereali e canna da zucchero, e per estrarre l'acqua dai pozzi. I mulini ad asse orizzontale erano diffusamente utilizzati nell'Europa nord–occidentale per macinare la farina dagli anni 1180, e molti mulini olandesi esistono ancora. Oggi i mulini a vento sono utilizzati per produrre energia elettrica sfruttando la forza del vento. Le navi cargo risparmiano carburante usando l'energia cinetica del vento che viene trasformata in energia meccanica con l'utilizzo di grandi vele.

### Scopi ricreativi

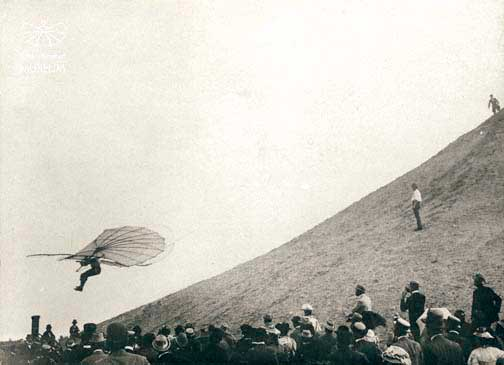
Otto Lilienthal in volo

Il vento è essenziale in molti sport e attività ricreative come il volo con il deltaplano e la mongolfiera, gli aquiloni, lo snowkiting, il land boarding, il kitesurfing, il parapendio, la navigazione a vela e il windsurf. Per quanto riguarda il deltaplano e il volo a vela i gradienti di vento appena sopra la superficie influenzano il decollo e l'atterraggio dei velivoli. Se il gradiente di vento è importante o improvviso, oppure entrambi, e il pilota mantiene lo stesso angolo di salita, la velocità del velivolo aumenterà, verosimilmente eccedendo la massima velocità di decollo. Il pilota deve correggere la velocità per contrastare l'effetto del gradiente di vento. In fase di atterraggio il wind shear può costituire un pericolo, in particolare quando i venti sono forti. Quando il velivolo scende di quota attraverso il gradiente di vento apprestandosi ad atterrare, le velocità dell'aria diminuisce mentre l'angolo di discesa aumenta, e non c'è tempo sufficiente per accelerare prima del contatto al suolo. Il pilota deve così contrastare il gradiente di vento aumentando in anticipo la velocità del velivolo.

## Energia
L'energia eolica è l'energia cinetica prodotta dall'aria in movimento. Il totale di energia eolica che fluisce attraverso una superficie immaginaria A durante il tempo t è:
{\displaystyle E={\frac {1}{2}}mv^{2}={\frac {1}{2}}(Avt\rho )v^{2}={\frac {1}{2}}At\rho v^{3},}
dove ρ è la densità dell'aria, v è la velocità del vento; Avt è il volume di aria che passa attraverso A (che è considerato perpendicolare alla direzione del vento); Avtρ è quindi la massa m che passa per l'unità di tempo, Notare che ½ ρv2 è l'energia cinetica dell'aria in movimento per unità di volume.
La potenza è l'energia per unità di tempo, per l'energia eolica incidente su A (ad esempio uguale all'area del rotore di una turbina eolica) è:
{\displaystyle P={\frac {E}{t}}={\frac {1}{2}}A\rho v^{3}.}
L'energia eolica in una corrente d'aria aperta è quindi proporzionale alla terza potenza della velocità del vento: la potenza disponibile aumenta quindi di otto volte se la velocità del vento raddoppia. Turbine eoliche per la produzione di energia elettrica devono quindi essere particolarmente efficienti a una maggiore velocità del vento.

### Energia catturata da una turbina eolica
L'energia eolica può essere interamente catturata da una turbina solo se la velocità del vento viene ridotta a zero. In uno scenario realistico ciò è impossibile, dato che l'aria passa attraverso la turbina senza fermarsi. Usando il concetto di tubo di flusso e applicando la Legge di Betz, la massima estrazione raggiungibile dell'energia eolica da una turbina è pari al 59% del totale dell'energia teorica.
Esistono però altri fattori che riducono il rendimento della turbina, come la frizione delle pale dei rotori, perdite dovute alla meccanica del rotore, perdite dei generatori e convertitori, ecc. Approssimativamente le turbine eoliche riescono a sfruttare e trasformare in energia elettrica un terzo dell'energia che catturano